# 劉氏染色法
劉氏染色法（Liu's stain），一種將動物細胞染色以便用光學顯微鏡觀察的方法。改良自瑞氏染色法（Romanowsky Stain），1953年由國立臺灣大學醫學系劉禎輝教授所研究發表。

## 簡介
相較於其他染色法，劉氏染色法的優點是非常快速，染色過程只須2~3分鐘。劉氏染色法在臨床上的應用非常廣泛，主要用作血球染色形態分類，此外也可以當作組織學的簡易染色，在臨床細菌學上的使用更可以作為陰道分泌物、痰液、膿等檢體的簡單染色劑(Simple Stain)。

## 成份
劉氏染色法所用的染液分成LiuA和LiuB兩部份。LiuA含有Eosin Y，可將細胞質和血紅素等染成紅色；LiuB則含有Azure I 和methylene azure，可和細胞核以及白血球的嗜鹼性顆粒作用，染成藍紫色。
| 染液 | 成份    | 成份                 | 成份                    | 成份 | 成份   |
| LiuA | Eosin Y | 甲醇（用來固定細胞） | methylene azure（少量） |      |        |
| LiuB | Azure I | methylene azure      | Na2HPO4·12H2O           | 水   | KH2PO4 |

## 步驟
1. 將組織切片放到玻片上風乾固定
2. 將Liu A染液滴加在已固定的玻片上，靜置30~45秒
3. 直接再加上Liu B染液（大約兩倍Liu A體積的量），吹氣混合，靜置90~120秒
4. 用小水流沖洗玻片背面，洗去殘餘染液，可看到表面出現綠色金屬光澤
5. 風乾後即可到顯微鏡下觀察